# 김정희필 세한도
김정희필 세한도(金正喜筆 歲寒圖)는 조선 말기의 사대부 서화가 완당 김정희가 1844년 제주도 유배지에서 수묵으로만 간략하게 그린 사의체의 문인화이다.
1840년 윤상도사건에 연루되어 지위와 권력을 박탈당하고 제주도로 귀양 온 김정희에게 사제간의 의리를 지키기 위해 두 차례나 북경으로부터 귀한 책을 구해다 준 역관인 우선 이상적(1804~1865)의 인품을 날씨가 추워진 뒤에 제일 늦게 낙엽지는 소나무와 잣나무의 지조에 비유하여 그려 준 것이다.
이러한 내용을 담은 작가의 발문이 화면 끝부분에 붙어 있으며, 이어서 이 그림을 받고 감격한 이상적의 글이 적혀있다. 그리고 1845년 이상적이 북경에 가그려주었고, 이상적은 청나라에 이를 가지고 가서 추사의 옛친구를 비롯한 명사들의 글을 그림에 이어 붙인 저지에 받은 것이다. 그 후 세한도는 이씨 문중에게서 떠난 후 130여년 동안 유전을 거듭하다가 1930년대 중엽에 일본인 경성제대 교수 후지쓰카 지카시(藤塚鄰, 1879 ~ 1948)에게 들어갔다. 세한도는 일제 말에 후지쓰카와 함께 일본으로 건너갔으나, 서예가 소전 손재형(1902~1981)에게 무상으로 기중해서 국내에 돌아오게 되었다.

## 개요
추사 김정희(1786∼1856)는 실학자로 청나라 고증학의 영향을 받아 금석학을 연구하였으며 뛰어난 예술가로 추사체를 만들었고 문인화의 대가였다. 이 작품은 김정희의 대표작으로 가로 69.2㎝, 세로 23㎝의 크기이다.
이 그림은 그가 1844년 제주도에서 귀양살이를 하고 있을 때 그린 것으로 그림의 끝부분에는 자신이 직접 쓴 글이 있다. 이 글에서는 사제간의 의리를 잊지 않고 북경으로부터 귀한 책들을 구해다 준 제자 이상적의 인품을 소나무와 잣나무에 비유하며 답례로 그려 준 것임을 밝히고 있다.
한 채의 집을 중심으로 좌우에 소나무와 잣나무가 대칭을 이루고 있으며, 주위를 텅 빈 여백으로 처리하여 극도의 절제와 간략함을 보여주고 있다. 오른쪽 위에는 세한도라는 제목과 함께 ‘우선시상’, ‘완당’이라 적고 도장을 찍어 놓았다. 거칠고 메마른 붓질을 통하여 한 채의 집과 고목이 풍기는 스산한 분위기가 추운 겨울의 분위기를 맑고 청절하게 표현하고 있다. 마른 붓질과 묵의 농담, 간결한 구성 등은 지조 높은 작가의 내면세계를 보여 주고 있다.
인위적인 기술과 허식적인 기교주의에 반발하여 극도의 절제와 생략을 통해 문인화의 특징을 엿볼 수 있는 조선 후기 대표적인 문인화로 평가되고 있다.

## 같이 보기
- 손재형